# Jasper Gottlieb
Jasper Gottlieb (Amsterdam, 29 mei 1989) is een Nederlands acteur, presentator en podcastmaker. Hij is vooral bekend geworden door zijn rol in de Nederlandse jeugd-soapserie SpangaS en als (voetbal)presentator en podcastmaker. Hij volgde een opleiding Graphic Design aan de Gerrit Rietveld Academie.
Gottlieb heeft samen met zijn tweelingbroer Marius Gottlieb (die Tobias speelde in SpangaS) en kok Hugo Kennis een online kookprogramma, Worsten van Babel. Daarnaast presenteert hij het NPO 3-programma Weekendcrashers. Ook presenteert hij Studio Jaxie, een praatprogramma op AT5 rondom Ajax.
Gottlieb is een van de twee hosts van Studio Socrates, een podcast over "alles wat voetbal mooi maakt." In Studio Socrates bespreekt Gottlieb wekelijks met Daan Sutorius een aspect van het voetbal, bijvoorbeeld een wedstrijd, team of speler uit het recente verleden. De naamgever van de podcast is de Braziliaanse voetballer Socrates.

## Films en televisie
- Karakter (1997) als Jacob (6 jaar)
- Amazones (2004) als Moes
- Allerzielen (2005) als Dylan
- SpangaS (2007-2011) als Flip van Hamel
- SpangaS op Survival (2009) als Flip van Hamel
- Happy End (2009) als Moshe
- Verliefd op Ibiza (2013) als Dylan